# 베자노
베자노(이탈리아어: Veggiano)는 이탈리아 베네토주 파도바도에 있는 코무네(기초 자치체)로 베네치아에서 서쪽으로 약 45 킬로미터 (28 mi), 파도바에서 북서쪽으로 약 7 킬로미터 (4.3 mi)에 위치한다.